# Gira Enamórate
Gira Enamórate es la nueva gira de conciertos de la cantante sevillana Isabel Pantoja, programada dentro de la promoción su último sencillo: Enamórate (publicado en diciembre de 2019) y su nuevo álbum "Canciones que me Gustan". Supone la segunda gira tras la reaparicion de Pantoja en el 2016, además de su vuelta a los escenarios tras haber cerrado su anterior Gira Hasta que se apague el Sol en enero de 2018.

## Antecedentes
La primera fecha, que marcaría el inicio de gira con un concierto en el WiZink Center de Madrid, fue anunciada a comienzos del mes de noviembre de 2019 a través de las redes sociales de la artista sevillana. También por redes sociales se anunció en febrero de 2020 la participación de la cantante en el "Festival Tío Pepe" que organiza la Bodega González Byass en Jerez de la Frontera durante el verano.
Respecto a la gira internacional, tras el concierto de inicio de gira en Madrid, se ha programado una presentación el 24 de mayo de 2022 en el estadio Luna Park de Buenos Aires, Argentina y se anunciaron dos grandes conciertos en Chile para el mes de mayo en Santiago. Sin embargo, su celebración aún pende de un hilo dada la situación de emergencia mundial por la pandemia de COVID-19.

## Fechas
| Primera etapa: España            |                      |                |                             |
| 6 de marzo de 2020               | Madrid               | España         | WiZink Center               |
| 7 de agosto de 2021              | Jerez de la Frontera | España         | Bodegas González Byass      |
| Segunda etapa: América del Sur   |                      |                |                             |
| 24 de mayo de 2022               | Buenos Aires         | Argentina      | Luna Park                   |
| 27 de mayo de 2022               | Santiago             | Chile          | Gran Arena Monticello       |
| 28 de mayo de 2022               | Santiago             | Chile          | Gran Arena Monticello       |
| 1 de junio de 2022               | Lima                 | Perú           | Plaza Arena Jockey Club     |
| Tercera etapa: América del Norte |                      |                |                             |
| 10 de febrero de 2023            | Miami                | Estados Unidos | James L. Knight Center      |
| 11 de febrero de 2023            | Miami                | Estados Unidos | James L. Knight Center      |
| 17 de febrero de 2023            | Nueva York           | Estados Unidos | United Palace               |
| 26 de febrero de 2023            | San Juan             | Puerto Rico    | Coliseo José Miguel Agrelot |